# WNBA
WNBA (Women's National Basketball Association) er den dominerende professionelle kvinder basketballliga i USA. Ligaen består af 12 hold.

## WNBA-mesterskabet
WNBA hold i øst-konferencen:
| - Atlanta Dream - Chicago Sky - Connecticut Sun | - Indiana Fever - New York Liberty - Washington Mystics |

WNBA hold i vest-konferencen:
| - Dallas Wings - Las Vegas Aces - Los Angeles Sparks | - Minnesota Lynx - Phoenix Mercury - Seattle Storm |